# Gelsenkirchen
Gelsenkirchen là một thành phố nằm về phía bắc của vùng Ruhr trong tiểu bang Nordrhein-Westfalen. Trong nước Đức, thành phố Gelsenkirchen được biết đến nhiều nhất như là quê hương của câu lạc bộ bóng đá FC Schalke 04.

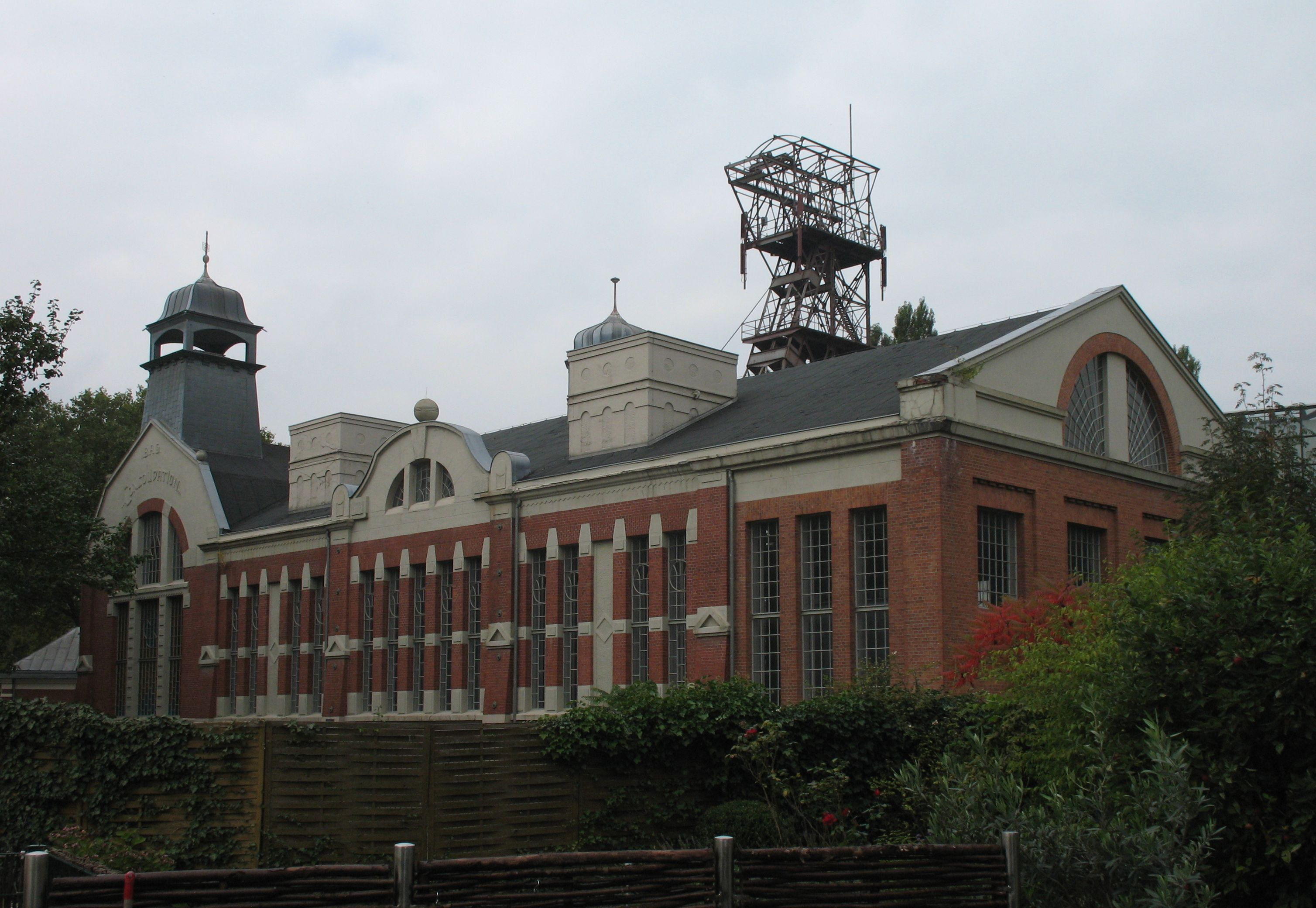

Thành phố với ranh giới ngày nay là kết quả của nhiều cải tổ về hành chính. Thông qua đó, nhiều làng và cả nhiều thành phố lớn, trong đó có các thành phố ngày xưa là Großstadt (từ 1926), Buer (từ 1912 là quận Buer) được sáp nhập vào Gelsenkirchen. Ngay từ năm 1903, với việc sáp nhập lần đầu tiên, dân số thành phố đã vượt quá ranh giới 100.000 người và Gelsenkirchen đã trở thành một thành phố lớn từ đấy. Ngày nay Gelsenkirchen với tròn 270.000 dân cư đứng hàng thứ 10 trong 30 thành phố lớn của Đức. Ngày xưa Gelsenkirchen còn có tên là "thành phố của 1.000 ngọn lửa vì có rất nhiều ống đốt khí trong khai thác quặng mỏ.